# Предразсъдък
Предразсъдъкът е необоснована предубеденост, негативна нагласа на човека спрямо нещо. Той е прибързано създадено и често неаргументирано мнение. Предразсъдъкът, насочен към членовете на определена група или определени тип поведение, категория и пр., поражда отрицателни или неблагоприятни оценки за хората, принадлежащи към групата, без оглед на опита или фактите. Предубедените хора често проявяват неспособност при преработката на информация по отношение на обектите, към които са предубедени.
Политически непопулярните възгледи и становища не са критерий за определянето на предразсъдъци, както и политически популярните гледни точки не са признак за отсъствието на такива. В социалните науки предразсъдъкът се разглежда главно като продукт на социални стереотипи.